# Oskar Erich Stephan
Oskar Erich Stephan (* 18. September 1919 in Leipzig; † 2. Mai 1989 ebenda) war ein deutscher Maler und Grafiker.

## Leben und Werk
Stephan kam aus einer Arbeiterfamilie. Er absolvierte bis 1934 die Volksschule. Von 1929 bis zu deren Verbot 1933 war er Mitglied der Roten Falken und 1933 des Kommunistischen Jugendverbands Deutschland. Ab 1933 lernt er Leipziger Maler kennen, darunter Max Schwimmer. Von 1934 bis 1939 macht er eine Lehre als Dekorationsmaler. Daneben besucht er an der Kunstgewerbeschule Leipzig u. a. Kurse in Dekorativer Malerei bei Kurt Metze (1891–1976). Von 1939 bis 1945 nahm er als Soldat der Wehrmacht am Zweiten Weltkrieg teil und geriet in sowjetische Kriegsgefangenschaft. Nach der Entlassung wurde er in Leipzig Mitglied der KPD, dann der SED, und er gehörte zu FDJ-Leitung der Arbeitsgemeinschaft „Junge Künstler“. Mit weiteren Leipziger Künstlern, u. a. Gabriele Meyer-Dennewitz und Walter Münze, bildete er 1948 das „Künstlerkollektiv 48“. Seine Mitglieder arbeiteten in Ausschüssen der SED und in anderen gesellschaftlichen Institutionen, organisierten Ausstellungen, entwarfen Agitationsmaterial und gingen in Betriebe, um dort künstlerisch zu arbeiten und ihre Bilder auszustellen. 1949 ging die Gruppe im Schutzverband Bildender Künstler auf. 1948 wurde Stephan Mitglied des Kulturbunds und gehörte er zu den Gründern des Leipziger Klubs der Kulturschaffenden.
Stephan betätigte sich in Leipzig als Maler und Grafiker, verdiente bis 1956 den Lebensunterhalt aber als Dekorationsmaler für politische Großflächenagitation. vor allem zu Messen und Ausstellungen. Ab 1950 arbeitete er in einem Kollektiv mit Bert Heller, Charly Hähnel und Willi Wolfgramm (1904–1975).
Von 1950 bis 1973 war er Mitglied des Bezirksvorstands Leipzig des Verbands Bildender Künstler der DDR (VBK), von 1953 bis 1973 Sekretär des Bezirksverbands. Von 1974 bis 1988 war er Vorsitzender der Zentralen Revisionskommission des Zentralvorstands des VBK. Damit wurde er hinter Willi Sitte und Bernhard Heisig zur „grauen Eminenz des Verbandes, bei der alle Fäden zusammenliefen.“
Neben seiner administrativen Arbeit betätigte sich Stephan weiter als Maler, wobei viele Bilder auf seinen Reisen in die Sowjetunion entstanden, wohin er ab 1959 über 20 Mal fuhr. Reisen unternahm Stepan auch in die Mongolei, nach Polen, Bulgarien, Jugoslawien, in die CSSR und die Bundesrepublik. Er hatte eine bedeutende Zahl von Einzelausstellungen und Ausstellungsbeteiligungen. U.a. war er auf der Leipziger Kunstausstellung 1948, 1949 in Berlin auf der Ausstellung Mensch und Arbeit und von 1958 bis 1983 auf allen Deutschen Kunstausstellungen bzw. Kunstausstellungen der DDR in Dresden vertreten. Arbeiten Stephans befinden sich u. a. im Lindenau-Museum Altenburg/Thür.
Stephan wurde von der Bezirksverwaltung Leipzig des Ministeriums für Staatssicherheit als Geheimer Mitarbeiter angeworben und berichtete in dieser Funktion insbesondere über Heisig.

## Ehrungen (Auswahl)
- 1967: Verdienstmedaille der DDR
- 1978: Vaterländischer Verdienstorden in Silber
- 1982: Hans-Grundig-Medaille
- 1984: Orden Banner der Arbeit

## Bildliche Darstellung Stephans

### In der bildenden Kunst
- Herbert Hauwede: Porträt des Malers Erich Stephan (um 1960, Öl auf Malpappe. 38 × 34 cm)[6]

### Fotografische Darstellung
- Norbert Vogel: Oskar Erich Stephan im Atelier (1987)[7]

## Werkbeispiele

### Malerei
- Notwohnungen (1947, Öl; auf der Leipziger Kunstausstellung 1948)[8]
- Boddenhafen (Gouache; 1952 auf der Mitteldeutschen Kunstausstellung in Chemnitz)
- Blick aus dem Atelier (1952, Öl, 90 × 110 cm)[9][10]
- Blick aus meinem Atelier in der Grünwaldstraße (Öl, 90 × 110 cm; auf der Vierten Deutschen Kunstausstellung)[11]
- Das Kloster Sagorsk (Öl; auf der Fünften Deutschen Kunstausstellung)[12]
- Leipzig, Am Alten Brühl (1967, Öl; auf der VI. Deutschen Kunstausstellung)[13]
- Moskau im Winter (1971, Öl; auf der VII. Deutschen Kunstausstellung)[14]
- Atelierausblick auf die Leipziger Innenstadt (1983, Öl, 90 × 130 cm; Auftragsarbeit für den Rat der Stadt Leipzig)

### Publizierter Essay
- Aus den ersten Jahren des Neubeginns. In: Bildende Kunst, Berlin, 4/1971, S. 201–203